# J без точки
ȷ (J без точки) — буква расширенной латиницы, используемая в Landsmålsalfabetet.

## Использование
В Landsmålsalfabetet обозначает звуки [j] и [ʝ] (так как аппроксиманты и звонкие фрикативы в этой транскрипции не различаются).
Использовалась в адыгейском алфавите из букваря 1922 года, изданного в Константинополе. В этом алфавите имела заглавную форму J, как и обычная j. Также входила в состав диграфа dȷ.